# Juan Giménez (ur. 2006)
Juan Valentin Giménez (ur. 27 kwietnia 2006 w Rosario) – argentyński piłkarz występujący na pozycji środkowego obrońcy, od 2024 roku zawodnik Rosario Central.